# Brasil Kirin

Logo von Schincariol

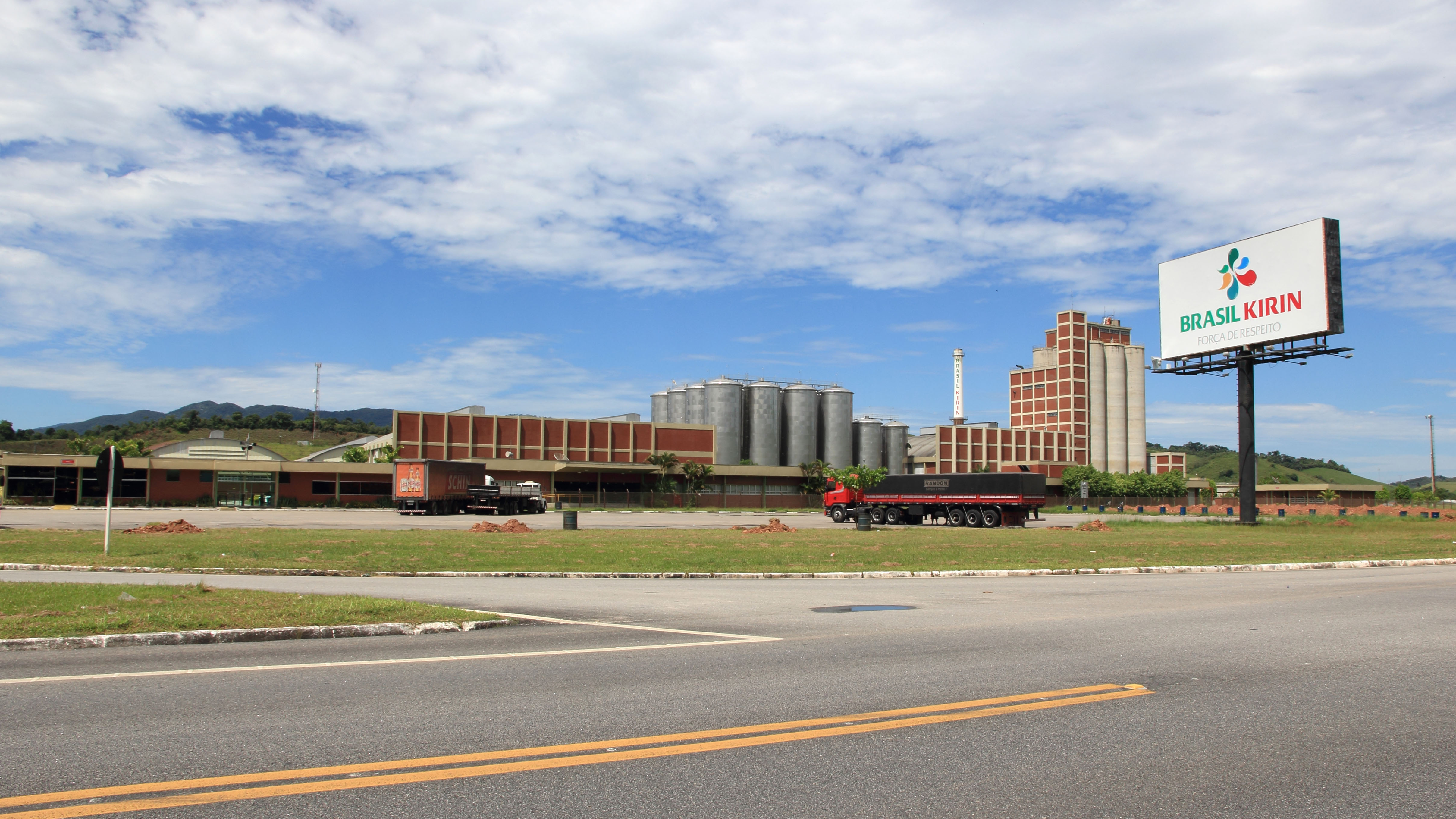
Brauerei in Cachoeira de Macacu

Brasil Kirin ist ein 1939 als Schincariol gegründeter brasilianischer Getränkehersteller mit Sitz in Itu (São Paulo). Ab 1989 braute Schincariol auch Bier.
Mit einer Produktion von 2,5 Millionen hl Bier und einem Marktanteil in Brasilien von 14 % war es 2005 die zweitgrößte Brauerei Brasiliens. Von 2011 bis 2017 war Schincariol im Besitz der japanischen Kirin Brauerei Gruppe. Schincariol wurde daraufhin in Brasil Kirin umbenannt. Im Februar 2017 gab Kirin bekannt, die Gesellschaft Brasil Kirin für 664 Mio. Euro an Heineken verkaufen zu wollen. Die Übernahme wurde am 1. Juni 2017 vollzogen.

## Produktionsstandorte
Brasil Kirin betrieb 12 Produktionsstätten in Alagoinhas (Bahia), Alexânia (Goiás), Benevides (Pará), Blumenau (Santa Caterina), Campos do Jordão (São Paulo), Caxias (Maranhão), Manaus (Amazonas), Alto Horizonte (Goiás), Igarassu (Pernambuco), Igrejinha (Rio Grande do Sul), Itu (São Paulo) und Recife (Pernambuco).

## Marken
Die Gruppe vertrieb ihre Produkte unter den Markennamen:
- Água Schin, Mineralwasser
- Baden Baden, Bier
- Cintra, Bier
- Devassa, Bier
- Ecco!, Energy-Drinks
- Eisenbahn, Bier
- fibz, Soft-Drinks
- fruthos, Säfte
- Glacial, Bier
- Itubaina, Soft-Drinks
- Kirin Ichiban, Bier
- mini Schin, Soft-Drinks
- No Grau, Bier
- Nova Schin, Bier
- Schin, Bier, Soft-Drinks
- Schin Tônica, Tonic Water
- Skinka, Säfte